# Elecciones al Parlamento de La Rioja de 1999
Las elecciones al Parlamento de La Rioja de 1999 se celebraron el día 13 de junio. En ellas venció el PP por mayoría absoluta de nuevo, proclamándose presidente Pedro Sanz. 

## Resultados
Los resultados completos se detallan a continuación:
| Candidatura                               | Candidatura                               | Votos   | %                               | Escaños                         |
| ----------------------------------------- | ----------------------------------------- | ------- | ------------------------------- | ------------------------------- |
|                                           | Partido Popular (PP)                      | 80 089  | 51,28                           | 18                              |
|                                           | Partido Socialista Obrero Español (PSOE)  | 55 144  | 35,31                           | 13                              |
|                                           | Partido Riojano (PR)                      | 9000    | 5,76                            | 2                               |
| Izquierda Unida-La Rioja (IU)             | Izquierda Unida-La Rioja (IU)             | 6097    | 3,90                            | 0                               |
| Los Verdes (VERDES)                       | Los Verdes (VERDES)                       | 1960    | 1,26                            | 0                               |
| Movimiento al Socialismo Humanista (MASH) | Movimiento al Socialismo Humanista (MASH) | 419     | 0,27                            | 0                               |
| Votos en blanco                           | Votos en blanco                           | 3463    | 2,22                            | n/a                             |
| Votos válidos                             | Votos válidos                             | 156 172 | 100,00                          | 33                              |
| Votos nulos                               | Votos nulos                               | 1454    | Participación: \| \| 68,48 % \| | Participación: \| \| 68,48 % \| |
| Votantes                                  | Votantes                                  | 157 126 | Participación: \| \| 68,48 % \| | Participación: \| \| 68,48 % \| |
| Electores                                 | Electores                                 | 229 433 | Participación: \| \| 68,48 % \| | Participación: \| \| 68,48 % \| |
|                                           | 68,48 %                                   |         |                                 |                                 |

## Diputados electos
Relación de diputados electos:
| N.º | Nombre                                  | Lista | Lista |
| --- | --------------------------------------- | ----- | ----- |
| 1   | Pedro María Sanz Alonso                 |       | PP    |
| 2   | José Ignacio Pérez Sáenz                |       | PSOE  |
| 3   | María Aránzazu Vallejo Fernández        |       | PP    |
| 4   | Pablo Miguel Rubio Medrano              |       | PSOE  |
| 5   | José Ignacio Ceniceros González         |       | PP    |
| 6   | Conrado Escobar Las Heras               |       | PP    |
| 7   | María Inmaculada Ortega Martínez        |       | PSOE  |
| 8   | Luis Torres Sáez Benito                 |       | PP    |
| 9   | María Victoria Fe Pablo Dávila          |       | PSOE  |
| 10  | María Sagrario Loza Sierra              |       | PP    |
| 11  | María Concepción Bravo Ibáñez           |       | PP    |
| 12  | María Antonia San Felipe Adán           |       | PSOE  |
| 13  | Alberto Olarte Arce                     |       | PP    |
| 14  | Hilario Antonio García Aparicio         |       | PSOE  |
| 15  | Miguel María González de Legarra        |       | PR    |
| 16  | Emilio del Río Sanz                     |       | PP    |
| 17  | Luis Martínez-Portillo Subero           |       | PP    |
| 18  | Mariano Donamaría de Blas               |       | PSOE  |
| 19  | María Concepción Iribar Fernández       |       | PP    |
| 20  | María Idoya Tomás Zabalza               |       | PSOE  |
| 21  | Amando González Sáenz                   |       | PP    |
| 22  | Jesús Jiménez Garrido                   |       | PP    |
| 23  | Miguel Santo Domingo Victoriano         |       | PSOE  |
| 24  | María Esther Agustín Sacristán          |       | PP    |
| 25  | María Teresa Villuendas Asensio         |       | PSOE  |
| 26  | Damián Saez Angulo                      |       | PP    |
| 27  | Ángel Antonio Fernández Iñíguez         |       | PSOE  |
| 28  | Luis Sanz Alonso                        |       | PP    |
| 29  | José Miguel Crespo Pérez                |       | PP    |
| 30  | María Concepción Julia Arribas Llorente |       | PSOE  |
| 31  | José Toledo Sobrón                      |       | PR    |
| 32  | Luis Fernández Rodríguez                |       | PP    |
| 33  | Carmelo Fernández Herrero               |       | PSOE  |

## Acontecimientos posteriores
Investidura del presidente del Gobierno de la Rioja:
| Candidato       | Fecha                                                  | Voto       |    |    | PP+ | Total |
| --------------- | ------------------------------------------------------ | ---------- | -- | -- | --- | ----- |
| Pedro Sanz (PP) | 9 de julio de 1999 Mayoría requerida: Absoluta (17/33) | Sí         | 18 |    |     | 18/33 |
| Pedro Sanz (PP) | 9 de julio de 1999 Mayoría requerida: Absoluta (17/33) | No         |    | 13 | 2   | 15/33 |
| Pedro Sanz (PP) | 9 de julio de 1999 Mayoría requerida: Absoluta (17/33) | Abstención |    |    |     | 0/33  |